# Dorthe Kollo
Dorthe Kollo-Larsen artiestennaam Dorthe, (Kopenhagen, 17 juli 1947) is een Deense schlagerzangeres.

## Carrière
Dorthe Larsen groeide op in Kopenhagen. Haar muzikale opleiding genoot ze bij haar vader, die kapelmeester was bij het Symphonisch Orkest van Aarhus. Ze leerde ook acteren, dans en pantomime. Haar eerste plaat, Min Piphans, nam ze op als achtjarige in haar geboorteland Denemarken.
Aanvang jaren 1960 kwam ze naar Duitsland en in 1963 stelde ze zich kandidaat bij de Deutsche Schlager-Festspiele in Baden-Baden met het lied Eine menge Verehrer, waar ze echter geen finaleplaats behaalde. Wel oogstte ze veel waardering, ook met de B-kant van deze single: Deiner Nase seh' ich's an. Een jaar later, bij de Deutsche Schlager-Festspiele in 1964, behaalde ze met het nummer Junger Mann mit rote Rosen een behoorlijke 5e plaats, waarna ze in Duitsland bekend werd. In 1965 bereikte ze met de nummers Blondes Haar an Paletot en Eine Schwalbe macht noch keinen Sommer de 4e plaats.
In 1968 had ze haar eerste grote hit met het nummer Sind Sie der Graf von Luxemburg, waarna in hetzelfde jaar Wärst du doch in Düsseldorf geblieben werd uitgebracht, waarmee ze de 2e plaats bereikte bij het Deutsche Schlager-Wettbewerb en die haar een Gouden Plaat opleverde. Beide nummers zijn in Duitsland evergreens, evenals het nummer Jeder Schotte.
In 1969 had Dorthe met de schlager Seine Hoheit, der Herr Krohnprinz nog een hit, waarna Ein rosaroter Apfelbaum, Ein ganz schlauer war Herr Schopenhauer, Chilli-Pfeffer, Man muß dem Glück entgegen geh'n en Du bringst Sonne in mein Herz volgden. Begin jaren 1970 werd het iets rustiger rondom haar persoon, maar ze bracht regelmatig nieuwe nummers uit, waaronder Er war Student in Heidelberg, Wie ein Blatt im Buch der Zeit, Wenn du mich liebst, dann komm zu mir, Doch dann kamst ausgerechnet du, Cumbaya Cumbayon, Tobago Helloh en Und dann war es Liebe. Ze was ook te gast in talrijke televisie-uitzendingen, waarin ze haar oude nummers, maar ook nieuwer werk zong. Bij de radiozender NDR 1 Welle Nord presenteerde ze zeven jaar lang haar eigen uitzending. Ze kreeg haar eigen maandelijkse televisieprogramma toegewezen; Bi uns to Huus, dat ze vier jaar presenteerde. In 1980 nam ze Papa Pinguin op, een Duitstalige versie van de Luxemburgse inzending voor het Eurovisiesongfestival van dat jaar.
In het begin van de jaren 1990 probeerde ze voet aan de grond te krijgen met volksliedjes. Met Heimat ist nicht bloß ein Wort scoorde ze bij het Nedersaksische concours Lieder so schön wie der Norden in 1991 de 6e plaats. In 1993 haalde ze bij hetzelfde concours zelfs de 4e plaats, met het lied Es gibt eine nordische Sage.

## Privéleven
Van 1967 tot 1977 was ze gehuwd met de operazanger René Kollo. In het huwelijksjaar werd ook hun dochter geboren. Van 1983 tot 1988 was ze gehuwd met de rekwisiteur Bernd Klinkert, ook hier werd in het huwelijksjaar een dochter geboren. Van 1996 tot 2000 was ze gehuwd met de Deense filmproducent Just Betzer. Ze woont in Bremen. Sinds 2007 is ze gehuwd met de reder Heiner Dettmer.

## Discografie
| Jaar | A-/B-kant                                                           | Catalogusnr. |
| ---- | ------------------------------------------------------------------- | ------------ |
|      |                                                                     | Metronome    |
| 1963 | Eine Menge Verehrer / Deiner Nase seh’ ich’s an                     | 351          |
| 1963 | Mondschein-Caballero / Das Lied ist verklungen                      | 371          |
| 1964 | Junger Mann mit roten Rosen / Der Boy ist gekommen                  | 406          |
| 1964 | Junge Liebe / Rot ist die Liebe                                     | 420          |
| 1965 | Die erste Liebe / Mondschein-Caballero                              | 454          |
|      |                                                                     | Philips      |
| 1965 | Laß doch die alten Geschichten / Dip-Di-Dip                         | 345812       |
| 1965 | Blondes Haar am Paletot / Eine Schwalbe macht noch keinen Sommer    | 345834       |
| 1965 | Heut hab’ ich mein Herz verloren / Sowas kann man nicht vergessen   | 345867       |
| 1966 | Glück und Glas / Darauf fall’ ich nicht rein                        | 345895       |
| 1966 | Sein wahres Gesicht / Häng nicht alles an die große Glocke          | 346026       |
| 1967 | Frag’ jedes Mädchen / Du                                            | 346055       |
| 1968 | Sind Sie der Graf von Luxemburg? / Was ist bloß mit dem Torero los? | 346093       |
| 1968 | Wärst du doch in Düsseldorf geblieben / Ich werde hundert Jahre alt | 384537       |
| 1968 | Jeder Schotte / Viele Worte, schöne Worte                           | 384558       |
| 1969 | Seine Hoheit der Herr Kronprinz / Jamaica 1111                      | 384587       |
| 1969 | Ein ganz Schlauer war Herr Schopenhauer / Jean-Roberto und Denise   | 388373       |
| 1969 | Ein Rosaroter Apfelbaum / Zur Liebe braucht man keinen Grund        | 388431       |
| 1970 | Chili-Pfeffer / Man muß dem Glück entgegengehen                     | 6003068      |
| 1971 | Mini Hot Pants / Unser Wiedersehen heißt Liebe                      | 6003115      |
| 1971 | Heut’ oder nie / Es ist alles okay                                  | 6003167      |
| 1972 | Du bringst Sonne in mein Herz / Lieber heut’ als morgen             | 6003229      |
|      |                                                                     | Metronome    |
| 1974 | Er war Student in Heidelberg / Wie ein Blatt im Buch der Zeit       | 22576        |
| 1974 | Wenn Du mich liebst dann komm zu mir / Neunundneunzig Fehler        | 25605        |
| 1975 | Doch dann kamst ausgerechnet Du / Wie auch der Würfel fällt         | 25629        |
| 1975 | Cumbaya Cumbayon / Ich versteh’ Dich                                | 25686        |
| 1976 | Tobago Helloh / Ich wart’ auf ein Wort                              | 25743        |
|      |                                                                     | Telefunken   |
| 1977 | Mein Gott das dauert / Nein ich rede nicht von Freiheit             | 612050       |
| 1977 | Lieder im Wind / Mit den Augen der Liebe                            | 612208       |
| 1978 | Und dann war es Liebe / Sonne Im Herzen                             | 612277       |
| 1978 | Auch ein Baum fällt mal um / Ein Clown mit roten Ohren              | 612405       |
|      |                                                                     | Jupiter      |
| 1980 | Papa Pinguin / Immer wenn Kinder träumen                            | 102368       |
|      |                                                                     | Polydor      |
| 1982 | Bei Nacht / Gemeinsam sind wir stärker                              | 2042432      |
|      |                                                                     | Zett         |
| 1990 | Spanische Nacht / Spanische Nacht (Instrumental)                    | 34463265     |
|      |                                                                     | Eastwest     |
| 1991 | Heimat ist nicht bloß ein Wort / Der Mond über dem Deich            | 9031-74527-7 |

### Albums
- 1968: Wärst du doch In Düsseldorf geblieben, Philips 844332 (vinyl)
- 1998: Hoffnungslos romantisch, Bogner 8273 (cd)
- 2012: Sind Sie der Graf von Luxemburg?, Koch Universal (cd)
- 2017: Das Beste von Dorthe, Electrola (cd)

### Singles
- 1994: Steig wieder auf (Bella Musica, cd-maxi; als deel van Alle für Alle)
- 2019: Du bist immer noch mein Captain (Palomama Records, Digital)

- Gemeinsame Normdatei: 134361504
- International Standard Name Identifier: 0000 0001 2229 7966
- Library of Congress Control Number: no2006078169
- MusicBrainz: 3498173f-6071-42a8-bad8-472889db18b8
- Virtual International Authority File: 153189985
- WorldCat: E39PBJg8Kg7mxpcF9V6XJjKcfq